# Ç

الحرف Ç

الحرف Ç أو ç هو حرف لاتيني يشبه في طريقة كتابته حرف C لكن بإضافة سديلا أسفل الحرف، يكتب هذا الحرف بترميز يونيكود: U+00C7 للحرف الكبير وU+00E7 للحرف الصغير.

## طريقة لفظ هذا الحرف
يلفظ هذا الحرف بعدة طرق بحسب «اللغة» التي تستخدمه، فيلفظ [ts] في الأسبانية القديمة، وبعد ذلك تغير لفظه إلى [s] في اللغات الرومنسية (منها الفرنسية)، وتغير لفظه في بعض اللغات الأخرى إلى [tʃ].

## اللغات التي تستخدم هذا الحرف
يمثل هذا الحرف صوت [s] في اللغات التالية:
- اللغة الكتالونية
- اللغة الفرنسية
- اللغة البرتغالية
- اللغة الإسبانية (قبل القرن العشرين)
- لغات أخرى

و يمثل هذا الحرف صوت [tʃ] أو تش (بتسكين السين) في اللغات التالية:
- اللغة التركية
- اللغة الكردية
- اللغة التترية
- اللغة الأذرية
- لغات الأخرى